# 臨界穩定
臨界穩定（marginally stable）是在动力系统及控制理论中，針對系統穩定性的描述，線性时不变系统若不是漸近穩定，但也不是不稳定，就屬於臨界穩定。系統若會回到某特定狀態，而且會維持在該狀態附近（稱為穩態），即為穩定。若系統不受限制地離原狀態越來越遠，即為不穩定。臨界穩定的系統介於上述二個情形之間，若離某一穩態一段距離，系統不會回到穩態，但也不會不受限制地偏離穩態。臨界穩定有時也稱為是隨遇穩定（neutral stability）。
臨界穩定和不穩定都是在控制理論中要設法避免的。理想的控制系統會希望在受到外擾擾動後，當外擾消除後，系統可以回到理想的狀態。因此需要設計控制演算法以達到此一目的。
在计量经济学中，若觀察的時間序列中有出現单位根 ，表示有臨界穩定，可能會讓自变量和因变量的迴歸分析無效，除非利用適當技術，將系統轉換為穩定系統才能改善此一情形。

## 連續時間系統
齊次連續线性时不变系统為臨界穩定的充份必要條件是：系統传递函数中每個极点的實部都為非正值，且其中有一個或多個极点實部為零，且均為相異的單根，而其他的极点實部為負值。若所有的極點實部都是負值，系統漸近穩定，若有極點實部為正，則系統不穩定。
若系統是以状态空间來表示，可以推導其若尔当标准型，再分析是否臨界穩定：系統臨界穩定当且仅当其對於實部為0的若尔当區塊為純量。

## 離散時間系統
齊次離散线性时不变系统為為臨界穩定的充份必要條件是，传递函数中極點絕對值的最大值為1，且絕對值為1的極點都是相異的單根。也就是說，传递函数的谱半径為1，若谱半径小於1，系統會收斂。
以下是一個一階線性差分方程的例子：假設狀態變數
x的方程如下
{\displaystyle x_{t}=ax_{t-1}}
其參數a > 0。若系統受擾動，偏離{\displaystyle x_{0},}，其後續數列會是{\displaystyle ax_{0},\,a^{2}x_{0},\,a^{3}x_{0},\,\dots }。若a < 1，不論啟始值{\displaystyle x_{0},}為何，數列會漸漸接近零。若a > 1，數值會漸漸變到無限大。但若a = 1，數列不會發散，也不會收斂，數列會維持{\displaystyle x_{0}.}，因此a = 1的例子即為臨界穩定。

## 系統響應
臨界穩定是指一系統若給予有限振幅的狄拉克δ函数為輸入，系統不會發散到無限大，但也不會收斂到零。輸出會持續出現一定大小的偏移或是振盪，一般而言也不會有最終的穩態輸出。若連續系統輸入的頻率恰好是純虛數極點對應的頻率，系統輸出會無限制的增加（即為共振）。這也就是針對有界輸入有界輸出穩定性系統，其極點實部需要為負值（不只是非正值而已）的原因。
若連續系統有純虛數的极点，其輸出會有持續的振盪。例如沒有阻尼的二階系統，也就是沒有阻尼及摩擦力，彈簧為理想彈簧的彈簧-質量系統即為一例，此時會持續的振盪。另一個例子是沒有摩擦力的單擺，其系統在原點處也是臨界穩定。
若要臨界穩定，需要有极点恰好在虛軸（連續時間系統）上或是在單位圓（離散時間系統）上，因此在實際系統中，除非此系統在本質上就有這種特性，不然很少出現這樣的系統。

## 随机过程
在随机过程中，臨界穩定也是很重要的概念，例如有些過程會依循離散時間下的隨機漫步
{\displaystyle x_{t}=x_{t-1}+e_{t},}
其中{\displaystyle e_{t}}是独立同分布的误差，此方程有单位根（其特徵方程的特徵值有出現1），因此會有臨界穩定，需要使用特殊的時間序列技巧，以經驗方式為有此方程的系統進行建模。